# 林法泉
林 法泉（はやし ほうせん、生年不明 - 明治36年〈1903年〉3月4日）とは、明治時代の真言宗の僧侶。

## 来歴
姓は林。ただし正式な僧名は「法泉」ではなく「宝仙」だったかという。武蔵国高麗郡柏原村（現在の狭山市柏原）の西浄寺の第七世住職。始めは霊雲寺の法弟であった。幼い頃より絵を好み河鍋暁斎に入門し、不動明王や愛染明王の絵を描いて暁斎に画才を認められている。
法泉は『河鍋暁斎絵日記』には「柏原」、「柏原君」などと記されている。「コタ郡柏原村　西浄寺　画料壱円」と記され袈裟をまとった僧が描かれており、この「コタ郡」というのは高麗郡の事と見られる。明治17年（1884年）4月8日の部分には、同じく暁斎と交流のあった羽生市の僧侶「文殊院様」（涼山浄蓮）とともに酒の肴を前に、徳利を手に座っている姿を描く。また同年5月4日の箇所にはふたりの僧の袈裟姿が描かれ、「画料二円」と記す。法泉は明治20年以降も暁斎のもとを訪れている。享年不詳、墓所は桶川市の教音寺。